# تپه اطراف شهر سوخته ۲۴۲
تپه اطراف شهر سوخته ۲۴۲ مربوط به هزاره سوم قبل از میلاد است و در شهرستان زابل، بخش شیب آب، دهستان لوتک، ۱۳/۸ کیلومتری جنوب شرقی پایگاه باستان‌شناسی شهر سوخته واقع شده و این اثر در تاریخ ۲۰ اسفند ۱۳۸۵ با شمارهٔ ثبت ۱۸۰۸۳ به‌عنوان یکی از آثار ملی ایران به ثبت رسیده است.